# Edward Lee Greene
Pour les articles homonymes, voir Greene.
Edward Lee Greene est un botaniste américain, né le 20 août 1843 et mort le 10 novembre 1915.

## Biographie
Il est assistant puis professeur de botanique à l’université de Californie à Berkeley (1885-1895), puis à l’université catholique d'Amérique (1895-1904) et enfin associé à la Smithsonian Institution de Washington. Greene est le premier professeur de botanique de l’Université catholique (six ans après sa fondation) et y créé son premier herbier. Son herbier personnel est, pour l’essentiel, conservé à l’université de Notre-Dame-de-Grâce.

## Sources
- (en) Courte biographie de l’Institut Hung
- Arthur O. Tucker, Muriel E. Poston et Hugh H. Iltis (1989). History of the LCU herbarium, 1895-1986, Taxon, 38 (2) : 196-203.  (ISSN 0040-0262)